# Fritz Tschannen
Fritz Tschannen (* 13. Mai 1920 in Saint-Imier; † 23. März 2011 in Val-de-Travers) war ein Schweizer Musiker und Skispringer.

## Leben
Tschannen wurde 1945 Mitglied der Schweizer Skisprungnationalmannschaft, errang 1948 den Titel des Schweizer Meisters in dieser Disziplin und nahm 1948 an den Olympischen Winterspielen in St. Moritz teil, wo er den neunten Rang belegte und sich knapp vor seinem Landsmann Hans Zurbriggen als bester Mitteleuropäer platzierte (vor ihm waren ausschliesslich Finnen und Norweger sowie der US-Amerikaner Gordon Wren klassiert). Im gleichen Jahr verbesserte Tschannen die Weltbestweite des Deutschen Rudi Gering auf der Bloudkova Velikanka in Planica um zwei Meter, als er auf der 120-Meter-Marke landete. Dieser Skiflugrekord hielt zwei Jahre, bis der Österreicher Willi Gantschnigg auf der neu errichteten Oberstdorfer Skiflugschanze 124 Meter weit sprang. Eine Podiumsplatzierung, nämlich Rang 3, gab es für ihn am 7. Januar 1951 auf der Bergiselschanze in Innsbruck (hinter Josef Bradl und Kjell Knarvik).

Nach seiner aktiven Skisprungkarriere sollte der Schweizer das Training der US-amerikanischen Nationalmannschaft übernehmen, in den Vereinigten Staaten erhielt er jedoch aufgrund des Koreakriegs keine Arbeitserlaubnis.
Stattdessen zog Tschannen nach Kanada, wo er als Musiker arbeitete, unter anderem das Akkordeonspiel unterrichtete und zudem die Fernsehsendung La Suisse qui chante (deutsch: Die singende Schweiz) moderierte. Auch nach der Rückkehr in sein Heimatland im Jahr 1964 betätigte sich Tschannen weiterhin als Musiker; unter anderem gründete er in Bex eine Musikschule und leitete das dortige Blasorchester. Daneben arbeitete er für kurze Zeit als Sportsekretär in Arosa, wo er mit der Unterstützung von Hans Danuser ein Skisprungzentrum ins Leben rief. Im Alter von knapp 80 Jahren zog er sich 1999 nach Fleurier zurück, wo er weiterhin gelegentlich Musik unterrichtete. Am 23. März 2011 starb Tschannen in Val-de-Travers.

## Erfolge

### Weltrekord
| #  | Schanze                    | Ort     | Land        | Weite   | aufgestellt am | Rekord bis       |
| -- | -------------------------- | ------- | ----------- | ------- | -------------- | ---------------- |
| 46 | Bloudkova velikanka (K120) | Planica | Jugoslawien | 120,0 m | 15. März 1948  | 28. Februar 1950 |